# زوتي أوتو
زوتي أوتو (بالإنجليزية: Zotye Auto)‏ هي شركة سيارات صينية يقع مقرها الرئيسي في جيجيانغ، تم تأسيسها في 2005.